# إلين إيمرسون وايت
إلين إيمرسون وايت (بالإنجليزية: Ellen Emerson White)‏ (1961)؛ كاتِبة مُتخصِّصة في أدب الأطفال وروائية أمريكية. درست في جامعة تافتس.